# سانیل میتال
سانیل میتال (انگلیسی: Sunil Mittal؛ زادهٔ ۲۳ اکتبر ۱۹۵۷) کارآفرین، بازرگان و مدیر ارشد اجرایی هندی است، که در حال حاضر به‌عنوان مدیر عامل اجرایی و رئیس هیئت مدیره شرکت بهارتی اینترپرایز فعالیت می‌کند.